# Acetábulo
En anatomía, el acetábulo (acetabulum, del latín acetum, "vinagre", y abulum, "pequeño receptáculo", "pequeña copa") es la porción articular cóncava de la superficie de la pelvis, formada por el ilion, el isquion y el pubis, a la cual se articula la cabeza del fémur, con lo que se forma la articulación de la cadera.
El isquion constituye las 2/5 partes de esta estructura, y forma el límite inferior y lateral. El ilion representa el límite superior, y proporciona algo menos de 2/5 partes. El resto está formado por el pubis en la línea media.
El acetábulo está delimitado por un prominente margen asimétrico en la parte superior, grueso y fuerte, que sirve para conectar el ligamento coxofemoral que estrecha el orificio y ahonda la superficie para formar la articulación de la cadera. En la parte inferior del acetábulo se encuentra la muesca acetabular, la cual continúa formando una depresión circular, la fosa acetabular, al fondo de la cavidad. El resto del acetábulo está constituido por una superficie curva en forma de luna creciente (ceja cotiloidea) donde la articulación se une a la cabeza femoral. La ceja cotiloidea está interrumpida  por la escotadura en su parte inferior. Está compuesto además por el labrum o rodete (insertado en la ceja), y el trasfondo acetabular que está relleno de tejido adiposo. Su equivalente en la faja pectoral es la cavidad glenoidea.
Se localizan los ligamentos transverso (une la escotadura) y el redondo (de la escotadura a la cabeza femoral).
En los reptiles y las aves el acetábulo toma la forma de una profunda oquedad.

## Etimología
El término proviene del nombre de una pequeña vasija usada en la antigüedad para guardar vinagre. Posteriormente se usó para una unidad de volumen, equivalente a unos 270 ml.

## Patología
Los traumatismos graves como caídas de altura o accidentes de tráfico pueden provocar fractura de acetábulo, la cual suele precisar tratamiento con cirugía.